# Les Chutes-de-la-Chaudière-Est
Les Chutes-de-la-Chaudière-Est – jedna z trzech dzielnic miasta Lévis.
Podzielona jest na 4 poddzielnice:
- Charny
- Saint-Romuald
- Saint-Jean-Chrysostome
- Sainte-Hélène-de-Breakeyville